# Varpaisjärvi

Wappen von Varpaisjärvi

Varpaisjärvi [ˈvɑrpɑi̯sjærvi] ist eine ehemalige Gemeinde in der finnischen Landschaft Nordsavo. Seit 2011 ist sie Teil der Gemeinde Lapinlahti.
Varpaisjärvi liegt 21 Kilometer östlich des Hauptorts Lapinlahti, 46 Kilometer südwestlich von Iisalmi und 59 Kilometer nördlich von Kuopio in der ostfinnischen Landschaft Nordsavo. Nachbargemeinden von Varpaisjärvi waren Sonkajärvi im Norden, Rautavaara im Osten, Nilsiä im Südosten, Siilinjärvi im Süden und Lapinlahti im Westen. Die Gemeinde hatte eine Fläche von 533,2 Quadratkilometern (davon 50,2 Quadratkilometer Binnengewässer) und zuletzt 2.908 Einwohner (Stand: 31. Dezember 2009). Die Gemeinde war einsprachig finnischsprachig. Das einzige Siedlungszentrum (taajama) von Varpaisjärvi ist das gleichnamige Kirchdorf, in dem 1.225 Menschen leben (Stand: 31. Dezember 2011).
Varpaisjärvi ist ländlich geprägt, Haupterwerbszweige sind die Landwirtschaft und Forstindustrie. Durch die Nähe des Tahko-Skisportzentrums in Nilsiä spielte auch der Tourismus eine gewisse Rolle. In den zahlreichen Wäldern des ehemaligen Gemeindegebietes dominieren Fichten.
Varpaisjärvi löste sich 1899 als eigenständige Gemeinde aus Nilsiä. Zum Jahresbeginn 2011 wurde Varpaisjärvi nach Lapinlahti eingemeindet. Hauptsehenswürdigkeit von Varpaisjärvi ist die von Josef Stenbäck geplante nationalromantische Steinkirche von 1904.
Die Beschreibung des Wappens von Varpaisjärvi lautet: Das Wappen ist gespalten und durch den Tannenschnitt geteilt. Die verwechselten Farben sind im gevierten Schild vorn  Gold und hinten  Schwarz.

## Persönlichkeiten
- Senja Mäkitörmä (* 1994), Leichtathletin